# Bürgerpark Unkel
Der Bürgerpark Unkel ist ein öffentlicher Park in der Stadt Unkel (Landkreis Neuwied, Rheinland-Pfalz). Er liegt auf dem Gelände des ehemaligen Freibads Unkel in direkter Nachbarschaft zum BHAG Sportpark und hat eine Fläche von etwa 2,2 Hektar. Der Verein Gemeinsam für Vielfalt e. V. hat das Gelände langfristig von der Stadt Unkel gepachtet und fungiert als Träger des Bürgerparks.

## Geschichte
Der in Unkel ansässige Industrielle Fritz Henkel stiftete 1928 der Stadt Unkel ein am Rand der Stadt gelegenes Gelände mit dem Ziel, darauf ein Spielfeld für den neu gegründeten Fußballverein „Rot-Weiß Unkel-Rheinbreitbach“ zu errichten.
Im Juni 1964 eröffnete die Stadt Unkel auf dem Gelände das Freibad, das 2006 geschlossen wurde. Im Frühjahr 2017 überließ die Verbandsgemeinde Unkel Aktiven in der Arbeit mit Geflüchteten Räume des ehemaligen Freibads zur Einrichtung einer Fahrradwerkstatt. Die Aktiven gründeten im selben Jahr den Verein „Gemeinsam für Vielfalt e. V.“ (GfV). Ein Jahr später beschloss der Rat der Verbandsgemeinde Unkel die Rückübertragung des Geländes an die Stadt Unkel. Die Stadt wollte auf dem Gelände einen offenen Bürgerpark einrichten.
Im Jahr 2019 beteiligte sich GfV mit dem Projekt Bürgerpark am Integrationswettbewerb der Hertie-Stiftung und belegte den vierten Platz. Gleichzeitig bezog die Stadt Unkel die Zivilgesellschaft in die Planung des Bürgerparks in verschiedenen Arbeitsgruppen ein. Am Ende votierten die Beteiligten für GfV als Träger. Zum 1. Januar 2021 übernahm der Verein Gemeinsam für Vielfalt e. V. die Trägerschaft für den Bürgerpark Unkel. Am 5. Oktober 2021 wurde der Bürgerpark als Landessieger Rheinland-Pfalz mit dem Deutschen Nachbarschaftspreis ausgezeichnet.

## Einrichtungen
Die noch auf dem Gelände befindlichen Gebäude des ehemaligen Freibads wurden erhalten und werden teilweise weiterhin genutzt. In einem der Gebäude befinden sich eine Fahrradwerkstatt und ein Begegnungsraum. Die zu einer Seite offene, überdachte Halle wird für Veranstaltungen genutzt.
Auf der Freifläche existiert ein Gemeinschaftsgarten, der unter anderem von der städtischen Kindertagesstätte genutzt wird. Außerdem befinden sich auf dem Gelände ein Bolzplatz sowie eine Tischtennisplatte und ein Feld für Beachvolleyball. 
Auch die ehemaligen Schwimmbecken des Freibades werden teilweise wieder genutzt: im ehemaligen Nichtschwimmer-Becken entsteht ein Skatepark und das Kinder-Planschbecken wurde zum "Matsch-Kunst-Becken" umgebaut, in dem Kinder mit Sand und Wasser kreativ spielen und gestalten können. Das ehemalige Schwimmer-Becken wird derzeit noch nicht genutzt und darf nicht betreten werden, da es baufällig ist.